# ميهالي رولر
ميهالي رولر (اسمه الأول أيضًا ميهاي، ويُعرف أيضًا باسم روليا؛ 6 مايو 1908 - 21 يونيو 1958) هو ناشط شيوعي روماني ومؤرخ وناشط دعائي، كان له سيطرة أيديولوجية صارمة على التأريخ والثقافة الرومانية في السنوات الأولى من النظام الشيوعي. أثناء تدريبه في الهندسة، اجتمع مع الخلايا الشيوعية في رومانيا والخارج، وانضم إلى الحزب الشيوعي الروماني بينما كان ما يزال مجموعة سرية. تعاون مع قادة أغيتبروب ليونيتي راوتو وإيوسف سيشفنسكي، وقضى بعض الوقت في السجن بسبب نشاطه الشيوعي، وفي النهاية نُفي نفسه إلى الاتحاد السوفيتي، حيث تدرب على التأريخ الماركسي.
بعودته إلى رومانيا في نهاية الحرب العالمية الثانية، نفذ رولر مهام شيوعية في مجال الثقافة. في عهد راوتو، ساعد في صياغة كتاب التاريخ المدرسي الرسمي، محتكرًا السرد التاريخي لأكثر من عقد من الزمان. تحويل التركيز بعيدًا عن القومية والصراع الطبقي، سعى عمل رولر إلى إعادة تثقيف الجمهور التقليدي، ووصف رومانيا على أنها مرتبطة بقوة بأوروبا السلافية. عند تقديم مثل هذه الأطروحات، راقب رولر الأحداث التاريخية، وفي إحدى الحالات، سرد الأحداث التي لم تحدث في الحياة الواقعية.
في أواخر الخمسينيات من القرن الماضي، وجد رولر نفسه معزولًا من قبل أقرانه الشيوعيين. وقد وصفه أعضاء قيادة الحزب بأنه منحرف، ربما لأنه كشف عن غير قصد أدوارهم الثانوية في التاريخ الشيوعي المبكر. مات رولر في ظروف غامضة لا تستبعد إمكانية الانتحار.

## سيرة شخصية

### النشأة والنشاط
وُلِد رولر في بوهوزي، التي كانت آنذاك بلدية في مقاطعة نيامت، لعائلة يهودية. كما ذكر رولر بنفسه، كان والده حاخامًا، على الرغم من أن بعض المصادر تقول إنه كان موظفًا. أكمل الصبي تعليمه الثانوي في باكاو، وسرعان ما أصبح متعاطفًا مع قضايا اليسار المتطرف. تاريخ انتمائه إلى الحزب الشيوعي الروماني المحظور، فيما بعد حزب العمال، ما يزال محل خلاف. يقول الكاتب الشيوعي السابق ميهاي ستويان إن عام 1926 تزامن مع إضراب في بوهوي. تشير مصادر أخرى إلى أنه انضم فقط في عام 1931. كتب المؤرخ لوسيان بويا أن رولر، مثل غيره من الرجال الشيوعيين من جيله، لم يكن من الممكن أن يكون عضوًا يحمل بطاقة في تلك المرحلة، لأن ذلك كان سيشكل دليلًا ماديًا على النشاط التآمري. على الأرجح، أدخِل رولر الحزب من خلال بيان شفهي.
كان رولر طالبًا في معهد برلين للتكنولوجيا ونعهد باريس للتقنية بين عامي 1925 و 1931، وأصبح عضوًا في تحالف مقاتلي الجبهة الحمراء. كما انضم إلى الحزب الشيوعي الألماني عام 1926 والحزب الشيوعي الفرنسي عام 1928، وعمل على منشوراتهما. وفقًا لملاحظات سيرته الذاتية، شغل أيضًا منصب زعيم المجموعة الشيوعية الرومانية في فرنسا. مهنيًا، أهِّل رولر كمشرف على الطرق والطرق السريعة. بعد عودته إلى البلاد في عام 1931، أصبح رولر محررًا للجريدة الرئيسية للحزب الشيوعي المحظور. وصف رولر بداياته مع أغيتبروب في الحزب (1931-1933) بأنه بداية حياته كثوري محترف.
كما لاحظ الباحث فيكتور فرونزو لاحقًا، فإن الطبيعة السرية للحزب الشيوعي الروماني المحظور والصراعات الداخلية تجعل من المستحيل معرفة من كان مسؤولًا عن جريدة الحزب في تلك اللحظة من الزمن. يعتقد فرونزو أن رولر كان أحد الشبان الذين يعملون تحت إشراف الناشطة الكبيرة آنا بوكر. وكان الآخرون هم راوتو وشيسنفسكي وفاسيلي لوكا وجورجي ستويا وسورين توما وجورجي فاسيلتشي وتيفان فوكيو. لاحظ زميل شيوعي آخر، هو بيلو زيلبر، لاحقًا أن رولر كان قد عُيّن بالفعل كمؤرخ للحزب الشيوعي الروماني، ووُعد بمنصب رسمي في حالة استيلاء الشيوعيين على السلطة. دفعت مثل هذه الطموحات التأريخية المؤرخ أدريان سيورويانو إلى تسمية رولر بالمتخيل في هذا المجال. وفقًا لعالم السياسة فلاديمير تيسمينانو، كان رولر أيضًا أحد اليهود والبيسارابيين الذين حصلوا على مناصب عليا في الحزب الشيوعي الروماني في فصيل شيسينفسكي-راوتو، وفي الواقع كان مناهضًا قويًا للثقافة.

### الاعتقال وتدهور الصحة
كان معروفًا باسم المهندس رولر أو روليا في الملفات التي تحتفظ بها الشرطة السرية في مملكة رومانيا، وقد جذب انتباه السلطات أولًا بعد اكتشاف مطبعة سرية في بوخارست. في الأشهر الأولى من عام 1933، كان رولر مدربًا أيديولوجيًا في القطاع الأخضر، وعمل هناك حتى أكتوبر، عندما قُبض عليه. أطلِق سراحه بحلول نوفمبر، وأرسِل إلى منطقته الأصلية في غرب مولدافيا. يتذكر رولر نفسه أنه عمل سكرتيرًا إقليميًا لأولتينيا بين مارس - أبريل 1934 ويوليو 1934 - مايو 1935. قُبض عليه مرة أخرى في عامي 1934 و1938، على الرغم من أنه لم يُدان أبدًا بسبب نقص الأدلة. وفقًا لوثائق الحزب الشيوعي الروماني، تفاوض رولر بين اعتقالاته على تحالفات الجبهة الشعبية مع مجموعات اشتراكية أخرى: في عام 1934، كان أحد أعضاء اللجنة المناهضة للفاشية الذين أجروا محادثات اندماجية مع الحزب الاشتراكي الموحد بزعامة كوستانتين بوبوفيتشي.
ورد ذكر رولر، الذي أشرف أيضًا على إنشاء أقسام عمالية مناهضة للفاشية في بوخارست في سبتمبر 1934، كأحد نشطاء الحزب الشيوعي الروماني والحزب الاشتراكي الموحد الذين وقعوا احتجاجًا رسميًا ضد الأعمال التعسفية وغير القانونية العديدة التي ترتكبها أجهزة القمع. في الفترة بين مايو-أكتوبر 1935، شغل منصب كبير المعلمين الأيديولوجيين للحزب الشيوعي. نُقل إلى منصب آخر، حيث شغل منصب سكرتير الحزب للجنة نهر الدانوب السفلي، وبعد ذلك خدم في لجنة الدفاع عن السجناء المناهضين للفاشية، وهي جزء من شبكة المعونة الحمراء الدولية. بهذه الصفة، حشد رولر الدعم لباكر، في وقت كانت يواجه فيه المحاكمة بتهمة الفتنة.
تضمنت أعماله في ذلك الوقت مقالات سياسية مثل الفاشية وأساسها الاجتماعي. يُذكر أنه في مايو 1937 نشر أول كتيب مستقل له بعنوان من تاريخ حقوق الإنسان والذي كتب مقدمته الفيلسوف كونستانتين رودوليسكو-موترو. كان الكتاب إلى حد كبير تكريمًا بعد وفاته للناشط كونستانتين كوستا فورو. ذكرت الشرطة أنه الكتاب بيعه بالفعل في المكتبات وموزعي منشورات الحزب الشيوعي الروماني، واعتقدت أن الكتاب مُول جزئيًا من قبل شبكة المعونة الحمراء في المدينة، التي خُصص فصل لها. كما أوضح رولر نفسه، كان الكتيب يهدف إلى اختبار حدود الرقابة الرومانية، وكان جزءًا من عمله لصالح وزارة التخطيط وإعادة الإدماج. وقد وجدت الشرطة أن الكتاب يحتوي على آراء متطرفة، ولم يشتريه إلا الأشخاص المشتبه بميولهم الشيوعية. بمجرد أن اكتشفوا أنه لم تتم الموافقة عليه من قبل جهاز الرقابة الحكومية، حُظر وأمر بمصادرة جميع النسخ المعروضة للبيع. تشير ملاحظة من أكتوبر إلى أن رولر كان يخطط لعمل جديد حول الإضراب العام في عام 1920، ليُمول من قبل الحزب. كما يقول رولر، ُنشر العمل، وإن كان مقص الرقيب أعمل فيه، ثم حُذف تمامًا من التداول. في نفس العام، أصدر كتابًا موجزًا آخر بعنوان مساهمة في التاريخ الاجتماعي لرومانيا.